# Carl-Gustav Groth
Carl-Gustav Groth (15 de octubre de 1933-16 de febrero de 2014) fue un cirujano de trasplantes sueco. Estudió en Colorado, Estados Unidos bajo la supervisión del pionero del trasplante Thomas Starzl, y regresó a Suecia para trabajar en el Instituto Karolinska y el Hospital universitario Karolinska, donde realizó las primeras cirugías de trasplante de páncreas, hígado y células de islotes pancreáticos en Suecia.

## Primeros años de vida
Groth nació en 1933 en Helsinki, hijo de Carl-Johan Groth, un hombre de negocios, y Margareta Sonkin. Él y sus padres se mudaron a Estocolmo durante la Segunda Guerra Mundial, cuando tenía 11 años. Estudió medicina en el Instituto Karolinska, recibiendo su Doctorado en Medicina en 1961.

## Carrera profesional
Groth comenzó su carrera en el Hospital Serafimer en Estocolmo, trabajando en el Departamento de Cirugía. Obtuvo un doctorado en 1965 con una tesis sobre agregación de glóbulos rojos en trauma. Después de decidir centrarse en la cirugía de trasplantes, Groth recibió una beca de investigación de los Institutos Nacionales de Salud de los Estados Unidos para estudiar trasplante en la Universidad de Colorado bajo la supervisión de Thomas Starzl. Cuando Starzl realizó el primer trasplante de hígado humano exitoso en 1967, Groth fue su asistente quirúrgico. Mientras se encontraba en Colorado, Groth investigó el trasplante de hígado y tejido linfoideo en perros, e hizo varias contribuciones importantes a la medicina de trasplante, incluido el uso de la globulina antilinfocitos (ATG) en el rechazo agudo de órganos trasplantados y el régimen de inmunosupresión de «triple fármaco» para pacientes postrasplante que incluye ATG, azatioprina y prednisona.
Groth regresó a Estocolmo en 1972, cuando fue elegido por Curt Franksson para dirigir el programa de trasplante en el recién fundado Huddinge Hospital (ahora Hospital universitario Karolinska). Fue pionero en el trasplante de varios órganos, incluido el hígado, el páncreas, el riñón y la médula ósea, así como el xenotrasplante. Fue el primer cirujano en Suecia en realizar un trasplante de páncreas (1974), un trasplante de hígado (1984) y un trasplante de células de islotes pancreáticos (1996). Publicó más de 600 artículos y un libro de 1984, Pancreas Transplantation.  Se convirtió en profesor de cirugía en el Instituto Karolinska en 1983 y supervisó 39 disertaciones de doctorado.
Groth fue miembro de la Asamblea Nobel en el Instituto Karolinska de 1986 a 1999, y presidió la Asamblea en 1998. Fue galardonado con la medalla de Su Majestad el Rey en el octavo tamaño con la Orden de los Serafines en 1998. Recibió el Premio Medawar de la Sociedad de Trasplante en 2006. Fue consultor de la Organización Mundial de la Salud de 2005.

## Vida personal y muerte
Groth se casó con Birgit Hammargren, una maestra, en 1959 y tuvieron tres hijos. Le gustaba navegar y ganó la carrera báltica en su yateSupernova. Tuvo numerosos problemas de salud después de someterse a una cirugía de baipás coronario en 2008, incluidas hemorragias relacionadas con la medicación anticoagulante recibida tras la cirugía, una fractura pélvica y empeoramiento de fragilidad. Murió el 16 de febrero de 2014.